# アレニウムイオン

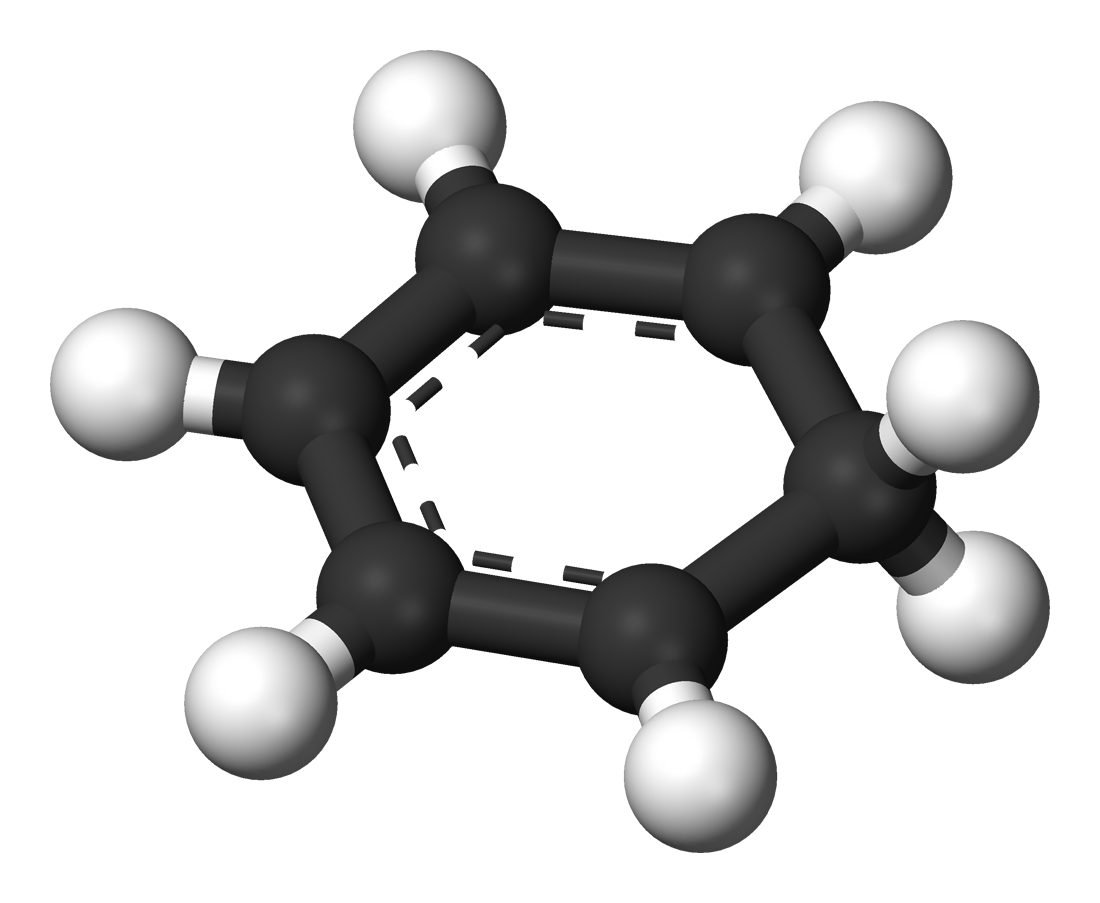
ベンゼニウムイオンの球棒モデル

アレニウムイオン（英: arenium ion）は芳香族求電子置換反応で反応中間体として現れるシクロヘキサジエニルカチオンである。これはWheland中間体またはσ錯体とも呼ばれる。もっとも単純な例はベンゼニウムイオン (benzenium ion) C6H7+であり、これはプロトン化されたベンゼンである。
アレニウムイオンは芳香族ではないが正電荷が5つの炭素上のπ電子系で非局在化するので比較的安定である。共鳴構造は次のとおり。
アレニウムイオンを安定化する求電子剤が存在する。ベンゼニウムイオンはカルボラン超酸 (H(CB11H(CH3)5Br6)など)により塩として単離できる。この結晶は150 ℃まで熱力学的に安定である。
またメチレンアレニウムイオンはつぎのように金属錯体で安定化する。
この反応ではTMEDAで安定化した錯体1がdppeにより酸化されDewar–Chatt–Duncansonモデルの錯体2ができる。つぎにメチルトリフラートの求電子攻撃によりメチレンアレニウムイオン3ができる。結晶のX線構造解析により正電荷はベンゼン環のパラ位と環外のメチレン基に主に存在することがわかった。水と反応させ、つぎにトリエチルアミンで処理するとエーテル結合が加水分解される。